# Phlogochroa madecassa
Phlogochroa madecassa là một loài bướm đêm trong họ Noctuidae.